# Дмитрийивановит
Дмитрийивановит — минерал, состоящий из кальция, алюминия и кислорода с молекулярной формулой CaAl2O4, установленный с помощью дифракции отраженных электронов. Является диморфом высокого давления (Диморф низкого давления — кротит). Был обнаружен в виде гранул размером приблизительно 10 микрометров в углеродисто-хондритовом метеорите (NWA470) в Марокко совместно с перовскитом и мелилитом.
Имя минерала было принято Международной минералогической ассоциацией в 2006 году в честь Дмитрия Андреевича Иванова (1962—1986), русского геолога, минералога и петролога, погибшего во время экспедиции по изучению магматических пород в горах Кавказа.